# Felix Heinzer
Felix Heinzer (* 9. Mai 1950 in Zürich) ist ein Schweizer und deutscher Theologe, Historiker, Bibliothekar, Handschriftenforscher und mittellateinischer Philologe.

## Leben
Nach der Matura 1969 studierte Heinzer an den Universitäten Chur, Rom und Lyon Philosophie und Katholische Theologie. 1975 wurde er zum katholischen Priester geweiht. 1979 erfolgte die Promotion zum Dr. theol. an der Theologischen Fakultät der Universität Freiburg i. Üe mit einer Arbeit über die Christologie in den Schriften des Maximus Confessor.
Nach dem Ausscheiden aus dem Kirchendienst 1981 wandte er sich der Handschriftenforschung zu. Heinzer war von 1981 bis 1986 an der Badischen Landesbibliothek Karlsruhe im Bereich der Handschriftenkatalogisierung tätig. 1988 schloss er die Ausbildung für den wissenschaftlichen Bibliotheksdienst ab. Von 1988 bis 2005 leitete er die Handschriftenabteilung der Württembergischen Landesbibliothek in Stuttgart. 2002 verlieh ihm die Philosophische Fakultät der Universität Basel die Venia Legendi für Allgemeine Geschichte des Mittelalters. Von 2005 bis 2015 war Heinzer Ordinarius für Lateinische Philologie des Mittelalters an der Universität Freiburg i. Br. Zum 1. Oktober 2017 wurde er zum Senior-Professor an die Universität Hamburg (SFB 955 'Manuscript Cultures') berufen.
Heinzer gilt als ausgezeichneter Kenner der liturgischen Überlieferung des Mittelalters, hat aber auch auf dem Gebiet der südwestdeutschen Landeskunde bedeutende Forschungsbeiträge vorgelegt.

## Veröffentlichungen (Auswahl)
- Gottes Sohn als Mensch. Die Struktur des Menschseins Christi bei Maximus Confessor (= Paradosis. Band 26). Fribourg 1980.
- mit Christoph Schönborn (Hrsg.): Maximus Confessor. Actes du Symposion sur Maxime le Confesseur (= Paradosis. Band 27). Fribourg 1982.
- Die Reichenauer Inkunabeln der Badischen Landesbibliothek. Ein unbekanntes Kapitel Reichenauer Bibliotheksgeschichte. Wiesbaden 1989. 
  - zunächst in: Bibliothek und Wissenschaft 22 (1988), S. 1–132 (Freidok).
- (Bearb.): Mittelalterliche Andachtsbücher. Psalterien, Stundenbücher, Gebetbücher. Zeugnisse europäischer Frömmigkeit. Ausstellungskatalog. Karlsruhe 1992.
- (Hrsg.): 900 Jahre Kloster Lorch. Eine staufische Gründung vom Aufbruch zur Reform (= Veröffentlichungen der Kommission für Geschichtliche Landeskunde Baden-Württemberg). Kohlhammer, Stuttgart 2004.
- Wörtliche Bilder. Zur Funktion der Literal-Illustration im Stuttgarter Psalter (um 830). De Gruyter, Berlin/New York 2005, ISBN 3-11-018051-0 (S. 45 Curriculum Vitae).
- Klosterreform und mittelalterliche Buchkultur im deutschen Südwesten (= Mittellateinische Studien und Texte. Band 39). Brill, Leiden u. a. 2008, ISBN 978-90-04-16668-4.
- mit Thomas Zotz (Hrsg.): Hermann der Lahme. Reichenauer Mönch und Universalgelehrter des 11. Jahrhunderts (= Veröffentlichungen der Kommission für Geschichtliche Landeskunde Baden-Württemberg. Band 208). Kohlhammer, Stuttgart 2016.
- Gold in the Sanctuary. Reassessing Notker of St Gall’s Liber Ymnorum. Pontifical Institute of Medieval Studies, Toronto 2022, ISBN 978-0-88844-228-4.